# Prisonniers de guerre de la Première Guerre mondiale
Plus de 7 000 000 de militaires, soldats et officiers, furent prisonniers au cours de la Première Guerre mondiale. Le travail de la majorité d’entre eux participa à l’économie des puissances belligérantes.
La condition des prisonniers de guerre est réglementée par les dispositions des Conventions de La Haye de 1899 et de 1907 signées par les principales puissances belligérantes, Triple Entente et Triple-Alliance, à l’exception de l’Empire ottoman, aux termes desquelles « les prisonniers de guerre doivent être traités avec humanité ».
Ces dispositions, dont certaines étaient difficilement applicables, furent imparfaitement respectées. Les belligérants ont émis des protestations contre leurs violations, justifiant par réciprocité les mauvais traitements des prisonniers en leur détention.

## Nombre
Le nombre maximum de prisonniers atteint en 1918 s’élève à 6 630 000 au total, 2 500 000 en Allemagne (dont 1 430 000 Russes et 535 000 Français), 2 415 000 en Russie, en majorité Austro-hongrois, 950 000 en Autriche-Hongrie (Russes, Serbes, Italiens), environ 500 000 en France (en majorité Allemands), 328 000 au Royaume-Uni, 43 000 aux États-Unis, 5 000 au Japon, 400 en Australie,.
Outre les prisonniers militaires, des civils de zones d’occupation (Belgique, Nord-Est de la France, territoires envahis de l'Empire russe et de la Roumanie) déportés pour actes de résistance et notables retenus en otages ont été emmenés prisonniers en Allemagne. Les ressortissants civils des puissances ennemies présents sur le territoire des belligérants et de leurs colonies, à l’entrée en guerre furent également retenus prisonniers, pour la plupart enfermés dans des camps. Le nombre de civils internés serait de l’ordre de 250 000 en Russie concernant des populations estimées potentiellement ennemies (juifs et minorités allemandes), 100 000 en Allemagne (Français, Anglais, Américains, Japonais, Italiens), 60 000 en France (Allemands, Austro-Hongrois, Ottomans, Bulgares). Des civils allemands furent internés dans des camps en Australie, au Canada).

## Conditions de vie

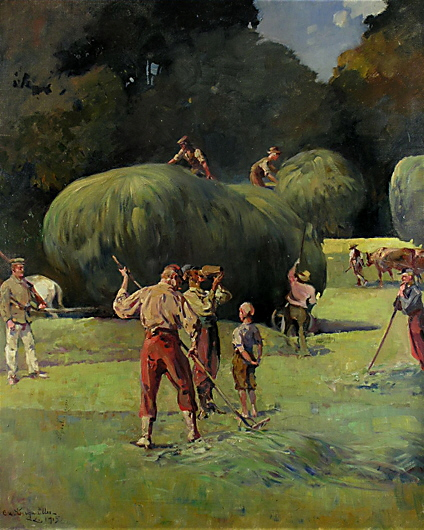
Prisonniers au travail en Allemagne.

Ainsi que le permettait la Convention de la Haye de 1907, les prisonniers ont été, en majorité, mis au travail, dans l’industrie, l’agriculture, la construction, les travaux publics, en France après le conflit au déminage des champs de bataille. Les officiers qui disposaient de camps spéciaux étaient cependant exemptés de travail.
Les refus de travail furent minoritaires et les actes de sabotages rares. Une forme d’inertie était plus répandue. Cette main d’œuvre faiblement rémunérée, peu coûteuse pour les employeurs, fut cependant très demandée dans une situation de pénurie à la suite du départ au front d’une grande partie de la population active. Son apport à l’économie des principaux belligérants ne fut pas négligeable.
Les conditions étaient très variables, dans l’ensemble assez correctes dans l’agriculture, dangereuse pour certains travaux tels que le creusement du tunnel du Rouvre près de l’étang de Berre en France, le déminage des champs de bataille en France en 1919, comparables à celles du goulag sur le chantier de la voie ferrée de Pétrograd à Mourmansk. Cette situation extrême n’était cependant pas motivée par une volonté punitive, mais plutôt par l’inorganisation et la négligence des autorités.
L’article 7 de la Convention de la Haye prévoit « un traitement des prisonniers pour la nourriture, l’habillement et le couchage équivalent à celui des troupes du gouvernement qui les aura capturés ».
De fait, les rations des prisonniers furent conditionnées par l’approvisionnement de chaque pays.
Les prisonniers des puissances centrales, Allemagne et Autriche-Hongrie, touchées par le blocus de la part des pays de l’Entente, ont souffert de la faim comme l’ensemble de la population. Les prisonniers français ont bénéficié de colis de leur famille ce qui a atténué les carences. À partir de juillet 1916, le gouvernement français envoie des paquets collectifs hebdomadaires de 2 kg de pain par prisonnier. Les prisonniers russes privés de ces secours ont particulièrement souffert.
En France et au Royaume-Uni, pays peu touchés par les pénuries, les rations des prisonniers sont restées plus satisfaisantes.
Les prisonniers ont été frappés par des épidémies, typhus et choléra, surtout au début de la guerre, période d’impréparation face à l’afflux imprévu en Russie et en Allemagne. Par la suite, les conditions sanitaires se sont améliorées.
Le nombre de prisonniers morts au cours de la guerre serait de 751 000 (8,7 % de l'effectif), dont 478 000 prisonniers austro-hongrois, 122 000 allemands, 38 963 français en Allemagne. 411 000 prisonniers sont morts en Russie en majorité austro-hongrois et plus de 100 000 prisonniers italiens sur 350 000 en Autriche-Hongrie.
Le taux de mortalité global serait de l’ordre de 17,6 % parmi les captifs en Russie, 7 % en Autriche, 5,3 % en France, 3,5 %  en Allemagne. 122 000 prisonniers allemands sont morts parmi les 933 000 détenus par les alliés au cours de la guerre soit un taux moyen de 12,4 %, variant de 1,92 % aux États-Unis, 3,03 % au Royaume-Uni, 9,4 % en France, 37 % en Russie et 39 % en Roumanie. Ces écarts sont principalement dus aux différences de conditions matérielles mais aussi de durée moyenne de captivité, courte aux États-Unis, plus longue en France où les derniers prisonniers ont été libérés en début 1920, en Russie où les rapatriements entravés par la guerre civile se sont poursuivis jusqu’en 1922.
L’importance de la mortalité en Russie est principalement due aux conditions climatiques, à l’impréparation des autorités face à un afflux imprévu (manque de locaux d’hébergement au début de la guerre), non à une volonté de persécution, celle des prisonniers italiens par malnutrition en Autriche touchée par une extrême pénurie alimentaire au refus du gouvernement italien d'envoyer des secours.
Des minorités ethniques ont bénéficié de conditions de faveur relatives, prisonniers alsaciens-lorrains, polonais en France, slaves en Russie, une hiérarchie ethnique existait en Allemagne mais la Première Guerre mondiale n’a pas connu de discriminations de l’ampleur de celles de la guerre de 1939-45, ni de persécutions raciales ou motivées par des appartenances politiques.

## Retour de captivité
L’armistice prévoit le rapatriement des prisonniers alliés sans réciprocité. Cette absence de réciprocité est une violation de l’article 20 de la Convention de la Haye de 1899 ainsi rédigé « après la conclusion de la paix, le rapatriement des prisonniers de guerre s'effectuera dans le plus bref délai possible ».
Les prisonniers anglais sont rapatriés dès novembre, le retour des prisonniers français se termine mi-janvier 1919.
Les prisonniers allemands sont retenus en France jusqu’au début de 1920.
La libération des prisonniers austro-hongrois et allemands en Russie, des prisonniers russes en Autriche-Hongrie et en Allemagne est prévue par le traité de Brest-Litovsk. Ce retour est assez lent (500 000 Austro-hongrois sur 2 000 000) et la guerre civile retarde jusqu’en 1922 le rapatriement de Russie d’une partie des prisonniers.
La révolution d’octobre et la guerre civile russe retardent le retour d’Allemagne des prisonniers russes .

## Les oubliés de la Grande guerre
Contrairement aux prisonniers de guerre de la Seconde Guerre mondiale qui ont fait l’objet d’études développées, l’historiographie a relativement négligé ceux de la guerre de 1914-1918. L’intérêt des historiens de la Grande Guerre s’est principalement porté sur les opérations militaires, les conditions de vie des soldats du front et les aspects diplomatiques du conflit. Ce relatif oubli est souligné dans le titre d’ouvrages sur ce thème tels que ceux d’Odon Abal, d’Annette Becker et de Frédéric Médard.
Après la guerre, les prisonniers, exclus des principales décorations commémoratives, non reconnus comme anciens combattants (l'allocation mensuelle perçue par les anciens prisonniers français est inférieure), absents des Monuments aux morts, se sentent marginalisés.